# Аквалунга (Пистоја)
Аквалунга (итал. Acqualunga) је насеље у Италији у округу Пистоја, региону Тоскана.
Према процени из 2011. у насељу је живело 19 становника. Насеље се налази на надморској висини од 52 м.